# Colonia Ejército del Trabajo
Colonia Ejército del Trabajo är en ort i Mexiko.   Den ligger i kommunen Tenancingo och delstaten Mexiko, i den sydöstra delen av landet, 70 km sydväst om huvudstaden Mexico City. Colonia Ejército del Trabajo ligger 2 081 meter över havet och antalet invånare är 414.
Terrängen runt Colonia Ejército del Trabajo är kuperad, och sluttar söderut. Runt Colonia Ejército del Trabajo är det tätbefolkat, med 427 invånare per kvadratkilometer. Närmaste större samhälle är Tenango de Arista, 17,5 km norr om Colonia Ejército del Trabajo. I omgivningarna runt Colonia Ejército del Trabajo växer huvudsakligen savannskog.